# Думештій-Векі
Думештій-Векі (рум. Dumeștii Vechi) — село у повіті Васлуй в Румунії. Входить до складу комуни Думешть.
Село розташоване на відстані 282 км на північ від Бухареста, 38 км на північний захід від Васлуя, 41 км на південний захід від Ясс.

## Населення
За даними перепису населення 2002 року у селі проживали 537 осіб, з них 536 осіб (99,8%) румунів. Рідною мовою 536 осіб (99,8%) назвали румунську.